# Брешт, Вячеслав Иосифович
Вячеслав Иосифович Брешт (род. 16 июля 1953 года, Нижний Тагил, СССР) — российский бизнесмен, миллиардер, заработал состояние на инвестиционной деятельности. Впервые попал в список богатейших бизнесменов России в 2005 году. Занял 90-е место в рейтинге русскоязычного издания Forbes «Богатейшие бизнесмены России — 2015» с состоянием, составившим 950 миллионов долларов. В рейтинге 2021 года занял 158 позицию с состоянием 750 млн долларов США.

## Биография
Родился 16 июля 1953 года в Нижнем Тагиле в семье уроженца Румынии Иосифа Берковича Брешта (1921—2002).
В 1975 году окончил факультет иностранных языков Нижнетагильского педагогического института, дипломная работа была посвящена теме адаптации молодёжи на крупных предприятиях. Затем поступил на работу во внешнюю разведку (владел английским и немецким), в Первое главное управление КГБ СССР. Этот период своей биографии Брешт держит в тайне.
В 1988 году совместно с Александром Райхардтом, проживавшим в Германии, основал совместное предприятие «Аутолюкс». В Германии у Брешта и Райхардта было небольшое офисное помещение, а в СССР — автостанция, где занимались переоборудованием машин АвтоВАЗа. Автомобили продавали предприятиям на Украине, Урале и в Сибири. На вырученные деньги закупали у них же товар на экспорт, в частности алюминий. Позже фирма переориентировалась на поставки компьютеров.
Благодаря поставке компьютеров на Урал Брешт познакомился с Владиславом Тетюхиным. Вскоре Тетюхин с Брештом открыли фирму «Конмет», которая занималась производством медицинских имплантатов. В 1992 году Владислав Тетюхин пригласил его перейти в компанию «ВСМПО», которая была лидирующим мировым производителем титана, Брешт был ответственным за маркетинг и продажи. В следующем году партнёры с образцами своей продукции отправились в США, чтобы попытаться заключить контракт с какой-нибудь компанией авиационной промышленности. В 1997 году совместно с Тетюхиным при участии австрийского инвестиционного банка «Creditanstalt» и американского инвестора Кеннета Дарта Брешт приобрёл 65 % акций «Ависмы» у группы «Менатеп» Михаила Ходорковского. Купив «Ависму», они обменяли её на 17 % ВСМПО, Брешт возглавил совет директоров компании. В 2005 году в приобретении предприятия заинтересовался «Рособоронэкспорт». В 2006 году Брешт продал 29,5 % акций «ВСМПО-Ависма» государству в лице «Рособоронэкспорта» за 412 млн долларов (по другим данным был продан 31 % акций за 680 млн), после чего через Франкфурт-на-Майне переехал в Израиль.
Брешт был председателем совета директоров ОАО «Корпорация „ВСМПО-Ависма“», владельцем Finecroft Ltd., был акционером ОАО «Евраз», ОАО «Мечел», ОАО «Северсталь», ОАО «Норильский никель» и ОАО «Трубная металлургическая компания», занимался частной инвестиционной деятельностью.
После переезда в Израиль приобрёл долю в местном стартапе StoreDot, разрабатывающем биорганические батареи, а также пленки для дисплеев, которые делают цвет на экране ярче и насыщеннее. Брешт — инвестор и член совета директоров Nation-E, компании, которая специализируется на защите энергетических объектов и сетей от кибератак. Кроме стартапов, вкладывает деньги в облигации, в частности муниципальные облигации США, и акции, преимущественно медицинских компаний. Также инвестирует в биотехнологии, недвижимость и банки.
В 2013 году Тетюхин просил у Брешта одолжить ему 40 млн долларов на строительство дополнительных корпусов его новой медицинской клиники, но Брешт отказался.

## Личная жизнь
Женат, есть дочь и двое взрослых внуков. Развёлся с первой супругой и женился на своём финансисте. Зятем миллиардера является израильский бизнесмен Даниэль Яммер.
Проживает в Лондоне, увлекается оперой. Регулярно ездит на представления. В 2017 году посетил 130 опер, 35 балетов и 40 концертов классической музыки.